# Antonio Samorè
Pour les articles homonymes, voir Samorè.
Antonio Samorè, né le 4 décembre 1905 à Bardi en Émilie-Romagne et mort le 3 février 1983 à Rome, est un cardinal italien de l'Église catholique du XXe siècle, créé par le pape Paul VI.

## Biographie
Antonio Samorè étudie à Plaisance et à Rome. Il fait du travail apostolique dans le diocèse de Plaisance. En 1938, Samorè est nommé secrétaire de la nonciature en Suisse et entre à la Curie romaine comme fonctionnaire de la Secrétairerie d'État. Il est ensuite conseiller de la délégation apostolique aux États-Unis de 1947 à 1950. En 1950, il est élu archevêque titulaire de Ternobus (de) et est consacré le 16 avril de la même année par Clemente Micara avec comme co-consécrateurs Filippo Bernardini et Alberto Carinci. Il est envoyé comme délégué apostolique en Colombie (en). Il assiste au IIe concile du Vatican en 1962-1965.
Le pape Paul VI le crée cardinal  lors du consistoire du 26 juin 1967. Samorè est nommé président de la Commission pontificale pour l'Amérique latine en 1967 et préfet de la Congrégation pour la discipline des sacrements en 1968. À partir de 1974 il est bibliothécaire et archiviste du Vatican.
Samorè participe aux conclaves de 1978 (élection de Jean-Paul Ier et de Jean-Paul II). En 1978, il est envoyé  comme représentant spécial du pape  pour chercher un règlement pacifique dans le conflit du Beagle, conflit de frontière entre le Chili et l'Argentine, et un traité est conclu entre les deux pays au Vatican en 1984.
Le passage frontalier international Cardinal Antonio Samorè est un point de passage frontalier entre le Chili et l'Argentine, nommé ainsi en hommage pour le rôle majeur du cardinal Samorè dans la résolution pacifique du litige frontalier qu'il y avait entre ces deux pays.

## Dans la fiction
- 2002 : Jean XXIII: Le pape du peuple, film de Giorgio Capitani, joué par Alvaro Piccardi.

## Succession apostolique
Antonio Samorè a ordonné les évêques suivants :
- Cardinal Aníbal Muñoz Duque (1951)
- Évêque Norberto Forero y García (pl) (1951)
- Évêque Buenaventura Jáuregui Prieto (es) (1952)
- Évêque Antonio María Torasso (es), I.M.C. (1952)
- Évêque Guillermo Escobar Vélez (es) (1952)
- Archevêque Carlo Martini (en) (1961)
- Évêque Jean-Jacques Claudius Angénor (fi) (1966)
- Évêque Emmanuel Constant (de) (1966)
- Évêque Jean-Baptiste Décoste (en) (1966)
- Archevêque François-Wolff Ligondé (1966)
- Évêque Charles-Edouard Peters, S.M.M. (1966)
- Archevêque Giuseppe Laigueglia (en) (1973)
- Cardinal Angelo Sodano (1978)